# Windmotor De Veenhoop
De Windmotor De Veenhoop is een poldermolen bij het Friese dorp De Veenhoop, dat in de Nederlandse gemeente Smallingerland ligt.

## Beschrijving
De molen is een grote maalvaardige Amerikaanse windmotor van het merk Herkules, type Metallicus. De molen werd vervaardigd bij de Deutsche Windturbinen Werke in Dresden en geïmporteerd door de handelsmaatschappij R.S. Stokvis en Zonen uit Rotterdam. Hij heeft een windrad van 30 bladen en een diameter van 11 meter.
De molen werd oorspronkelijk in 1921 geplaatst voor de bemaling van de 391 ha grote polder De Hoge Warren. Hij deed als zodanig dienst tot 1962, toen hij werd vervangen door een elektrisch gemaal. Een jaar later werd de windmotor door een particulier aangekocht, die hem voor toekomstige generaties wilde bewaren. De kosten daarvoor bleken echter hoog. In 1996 verkeerde de molen in dusdanig slechte staat, dat hij om erger te voorkomen werd gesloopt en opgeslagen. Hij werd voor het symbolische bedrag van één gulden verkocht aan een andere particulier. Deze werd verplicht de molen te restaureren, maar ook hij kon de kosten daarvan niet opbrengen. Na bemiddeling van de gemeente Smallingerland werd de windmotor vervolgens - wederom voor één gulden - verkocht aan de huidige eigenaar, de Stichting It Damshûs, die in Nij Beets een openlucht-veenderijmuseum exploiteert. Deze liet de molen restaureren. In 2000 werd de windmotor opnieuw in gebruik genomen op zijn huidige locatie enkele honderden meters ten noordoosten van De Veenhoop. Daar bemaalt hij aan de Binnenringvaart de Groote Veenpolder, die deel uitmaakt van het natuurontwikkelingsproject Petgatten De Feanhoop van It Fryske Gea.
De windmotor, die wordt beheerd door het Wetterskip Fryslân, is aangewezen als rijksmonument. Hij is niet te bezichtigen.